# Brühlsche Terrasse

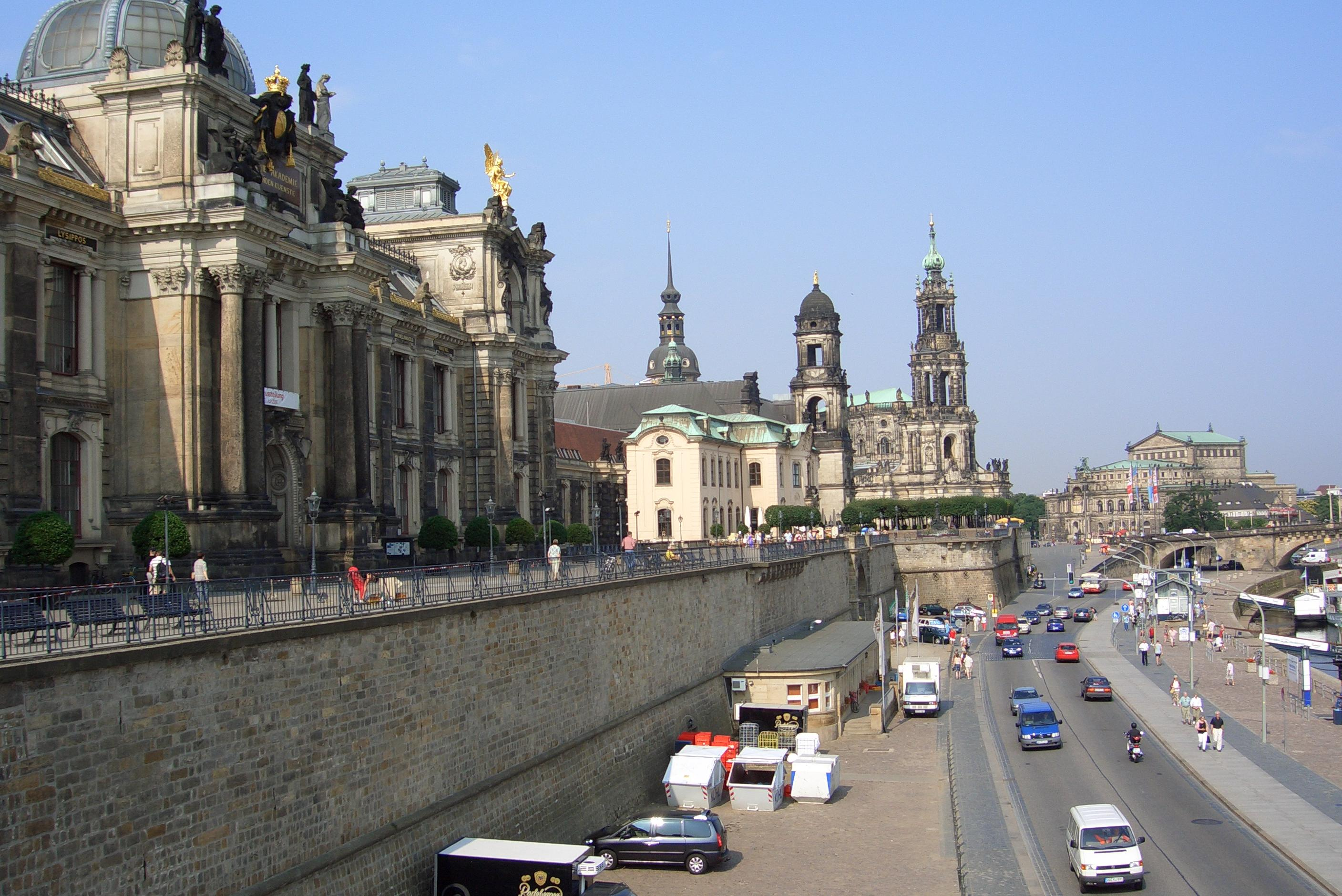
Brühlsche Terrasse, von links: Kunstakademie, Sekundogenitur, Ständehaus. Dahinter die Hofkirche. Rechts im Hintergrund die Semperoper.

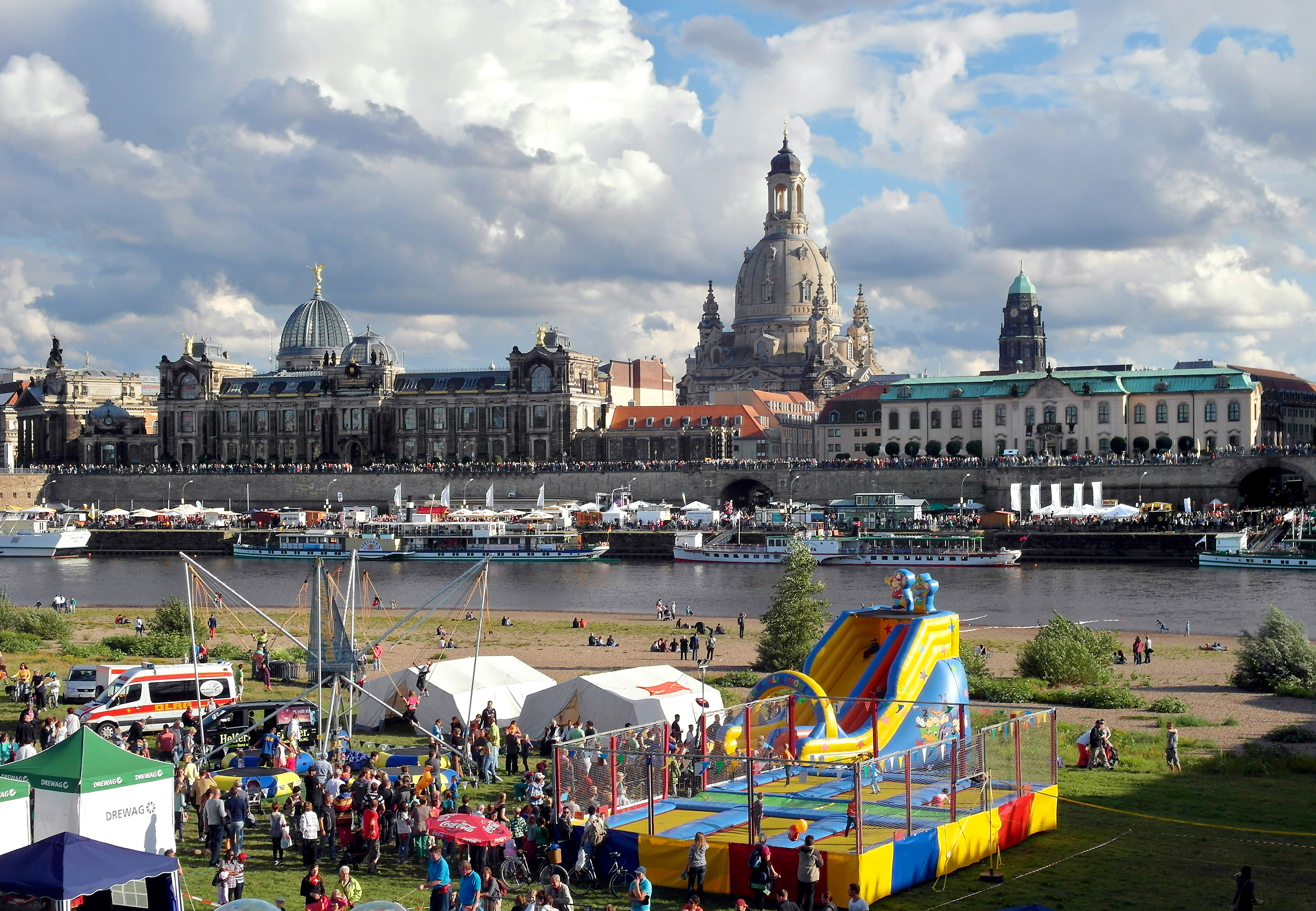
Blick über die Elbe zur Brühlschen Terrasse, von links: Albertinum, Kunstakademie, Sekundogenitur, Ständehaus. Im Hintergrund die Frauenkirche.

Die Brühlsche Terrasse bzw. Brühl-Terrasse ist ein architektonisches Ensemble und eine touristische Sehenswürdigkeit in Dresden. Sie liegt im Stadtzentrum in der Altstadt und erstreckt sich über etwa 500 Meter entlang der Elbe zwischen der Augustusbrücke und der Carolabrücke. Die Brühlsche Terrasse wird auch als Balkon Europas bezeichnet. Der Begriff wurde zu Beginn des 19. Jahrhunderts geprägt und später vielfach in der Literatur verwendet.

## Geschichte

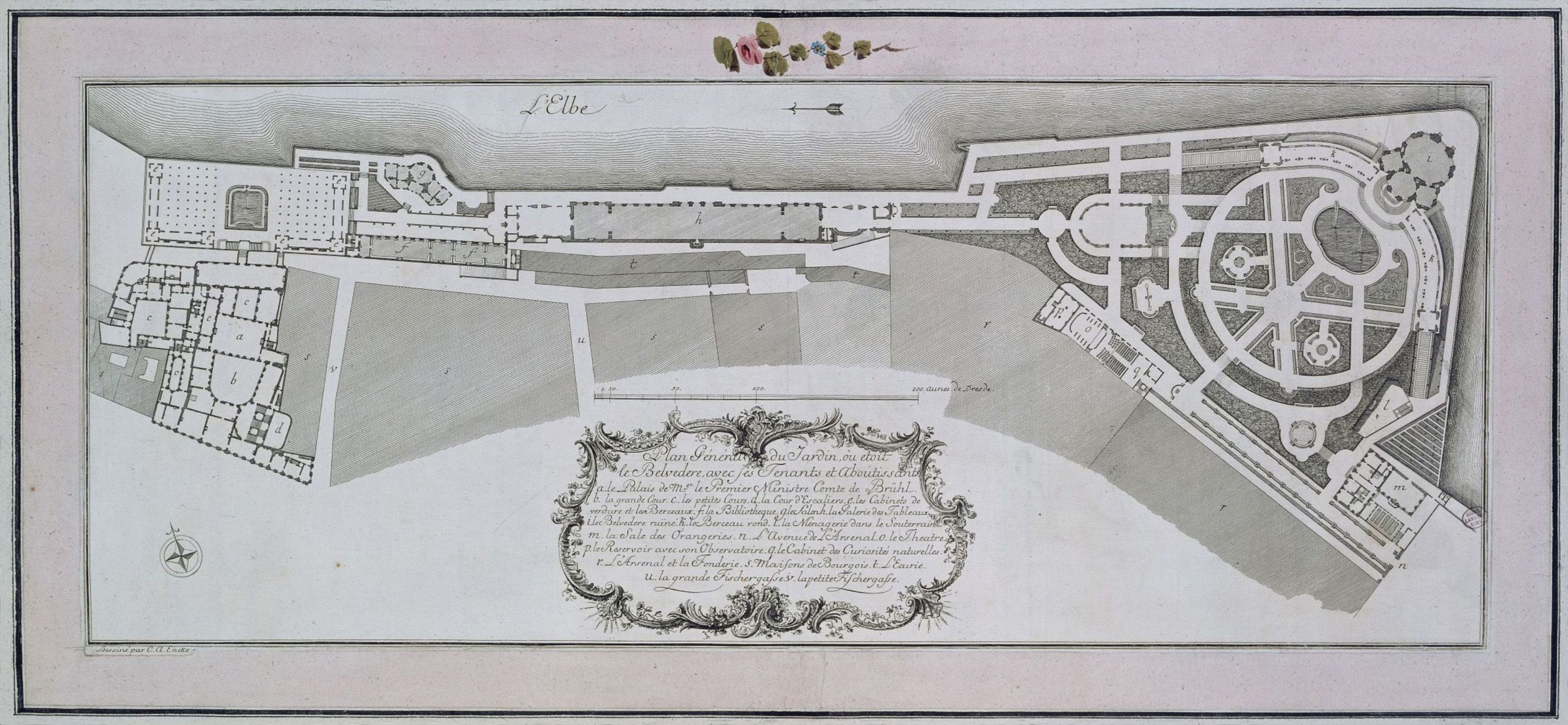
Plan der Brühlschen Terrasse 1761

Als Teil der Dresdner Befestigungsanlagen wurde die Brühlsche Terrasse im 16. Jahrhundert errichtet. Der Name geht zurück auf Heinrich von Brühl, welcher auf der Festungsanlage durch Johann Christoph Knöffel die sogenannten Brühlschen Herrlichkeiten (Galerie, Bibliothek, Belvedere, Palais und Gartenanlage mit Pavillon) errichten ließ. Durch die Bebauung verlor die Terrasse ihre militärische Bedeutung.
Im Jahr 1814 erließ Fürst Nikolai Grigorjewitsch Repnin-Wolkonski, der nach der Niederlage Sachsens in der Völkerschlacht bei Leipzig Generalgouverneur über das besetzte Königreich Sachsen war, den Befehl, die Terrasse der Öffentlichkeit zugänglich zu machen. Der Architekt Gottlob Friedrich Thormeyer wurde mit dem Bau einer Freitreppe am westlichen Ende beauftragt. Christian Gottlieb Kühn schuf zwei Sandsteinlöwen, die am Fuße der Treppe aufgestellt wurden.
Im Jahr 1843 wurde durch den Architekten Woldemar Hermann ein Zugang zur besseren Erreichbarkeit der Terrasse von der großen Fischergasse (ab 1849 Münzgasse) aus geschaffen und 1890/94 ein weiterer vom Georg-Treu-Platz nach einem Entwurf von Constantin Lipsius. Die unterhalb der Brühlschen Terrasse verlaufende Straße Terrassenufer wurde Anfang der 1860er Jahre angelegt. Im Jahr 1873 erfolgten Durchbrüche zur Münzgasse und 1900 zur Brühlschen Gasse.
Die ehemaligen Brühlschen Bauten mussten Ende des 19. Jahrhunderts/Anfang des 20. Jahrhunderts der heutigen Bebauung weichen. Historisch sind unter der Brühlschen Terrasse Teile der Dresdner Kasematten mit dem Ziegeltor erhalten und als Museum Festung Dresden öffentlich zugängig. Erhalten ist ebenfalls der nahezu vergessene Salzausfall.

## Architektonische Bestandteile
Die Brühlsche Terrasse ist ungefähr 500 Meter lang und bis zu 10 Meter hoch. Die Breite liegt zwischen 10 und 40 Metern.

### Westen

Westlicher Aufgang zur Brühlschen Terrasse mit dem Fürstenbergschen Haus (um 1887)

Der Westen der Terrasse wird über eine Freitreppe erschlossen, die bereits 1811 geplant war. 1814 erfolgte nach der Freigabe für die Öffentlichkeit der Bau unter der Leitung von Gottlob Friedrich Thormeyer innerhalb von nur vier Monaten. Die beiden Sandsteinlöwen von Christian Gottlieb Kühn wurden 1863 an den Großen Garten versetzt, wo sie den Eingang der Querallee von der Tiergartenstraße aus bewachen.
Die Treppenanlage wurde ab 1863 nach einem Projekt von Georg Hermann Nicolai umgebaut, um die nach einem Wettbewerb von König Johann zur Ausführung bestimmte Figurengruppe Die vier Tageszeiten von Johannes Schilling aufzunehmen, die 1868 (Abend und Nacht) bzw. 1871 (Morgen und Mittag) von Franz Schwarz ausgeführt und aufgestellt wurden. 1908 wurden sie durch Bronzeabgüsse ersetzt.

### Süden
Die Südseite der Brühlschen Terrasse ist mit öffentlichen Gebäuden und Museen bebaut. Im Westen direkt an der Freitreppe steht das Sächsische Ständehaus von Paul Wallot, im Jahr 1900 erbaut, dafür wurde das Palais Brühl und das Fürstenbergsche Haus abgerissen. 
Vor dem Ständehaus ruht ein Wasserbecken aus Sandstein, das ursprünglich 1750 nach Entwürfen von François Coudray hergestellt wurde. Im Jahr 1990/91 wurden Becken und Skulptur (ein Knabe mit Delphin) durch eine identische Kopie ersetzt, da der ursprüngliche Sandstein nicht mehr ansehnlich war. Das Becken hat die Maße 11,6 × 11,2 Meter. Der Beckenrand ist 0,12 Meter hoch, und das Becken hat eine Tiefe von 0,4 Metern. Die Ecken der Nordseite sind abgerundet und in der Südseite gibt es eine Einbuchtung (6,66 × 1,68 Meter). Aus der Beckenmitte tritt eine Fontäne heraus.
An das Ständehaus schließt sich die Sekundogenitur an, die 1897 an der Stelle der Brühlschen Bibliothek errichtet wurde. Daneben befindet sich der Aufgang von der Münzgasse.

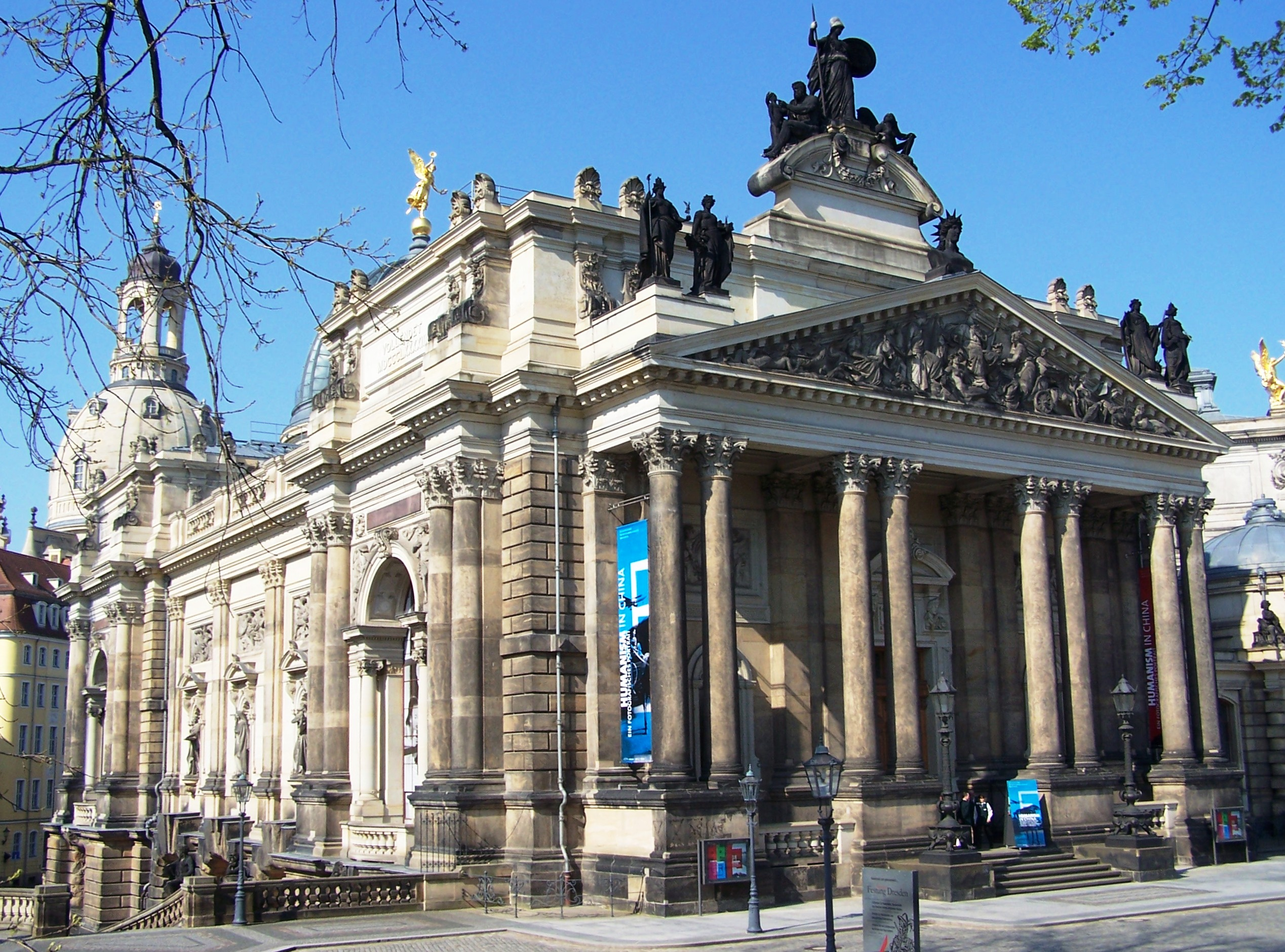
Kunsthalle im Kunstakademiegebäude

Es folgt in östlicher Richtung der unter dem Namen Kunstakademie bekannte Lipsius-Bau. Er wurde als Sitz des Sächsischen Kunstvereins und der Königlichen Kunstakademie 1887 bis 1894 an Stelle der Brühlschen Galerie errichtet und beherbergt im 21. Jahrhundert die Hochschule für Bildende Künste und die Kunsthalle im Lipsius-Bau.
Daran schließt sich der Aufgang vom Georg-Treu-Platz an. Am Fuße des Aufgangs liegt der Eingang zum Museum Festung Dresden, das unterhalb der Brühlschen Terrasse eingebaut ist.
Nach der Kunstakademie folgt das Albertinum, das ausgebaute ehemalige Dresdner Zeughaus.

### Osten
Auf der Ostseite der Terrasse, der Jungfernbastei, liegen auf dem Belvederehügel in einer kleinen Parkanlage Reste des Brühlschen Gartens. Den östlichen Abschluss bilden der Bärenzwinger und das Hofgärtnerhaus.

### Norden
Die Nordseite der Brühlschen Terrasse wurde weitgehend von Bebauung freigehalten. Lediglich am westlichen Ende wurde mit dem Schiffahrtsgebäude, ehemals Brückenmeisterei und inzwischen ein Restaurant, ein schmales Haus an die Mauer angebaut, das jedoch in seiner Höhe die Terrasse knapp unterschreitet.
Nach Norden bietet sich ein Panorama über die Neustädter Elbseite von der Dresdner Heide im Osten bis zur Lößnitz im Westen. Zentral fällt der Blick über die Anlegestellen der Sächsischen Dampfschiffahrt hinüber zum Neustädter Elbufer in der Inneren Neustadt.

## Plastische Bestandteile

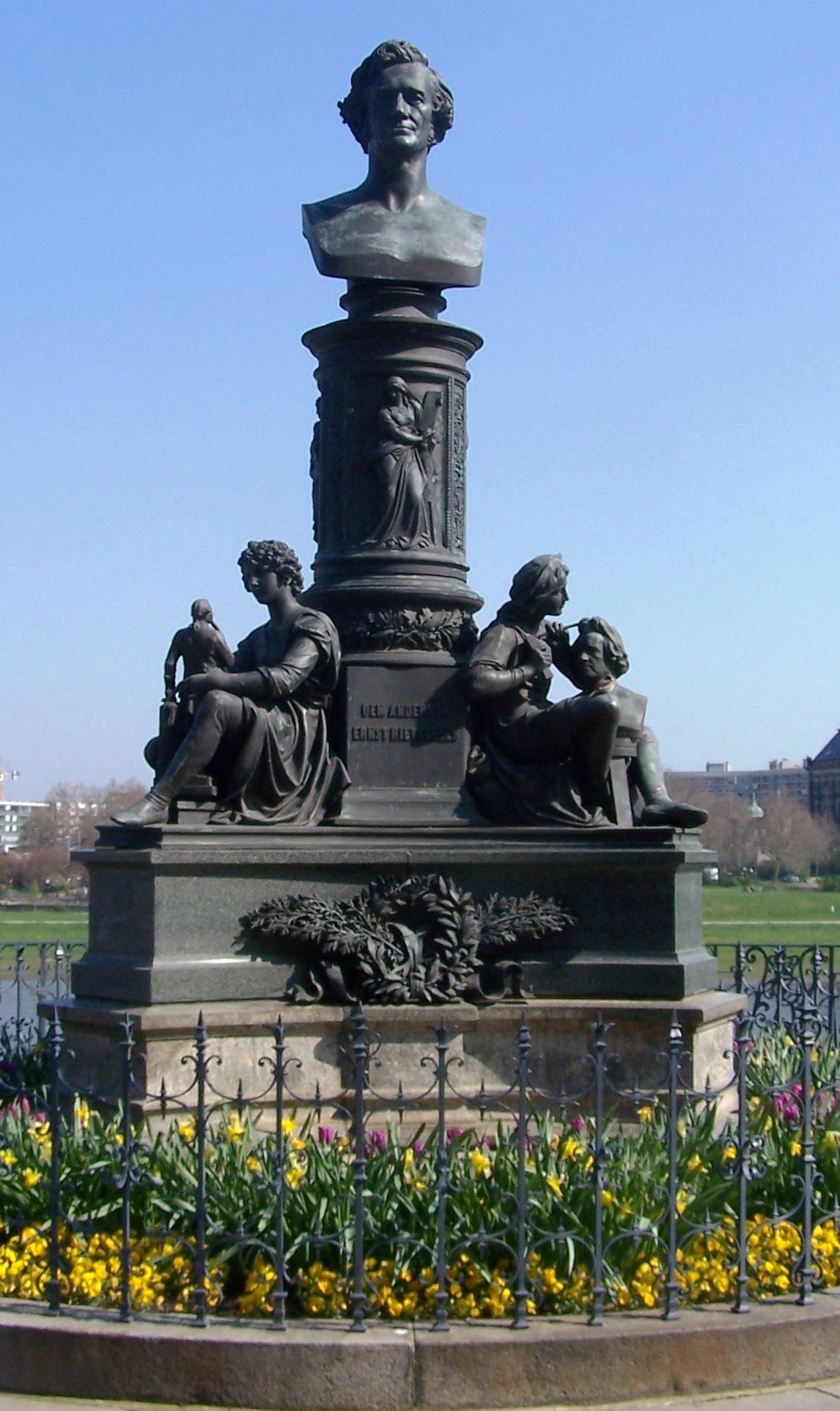
Porträtbüste von Ernst Rietschel

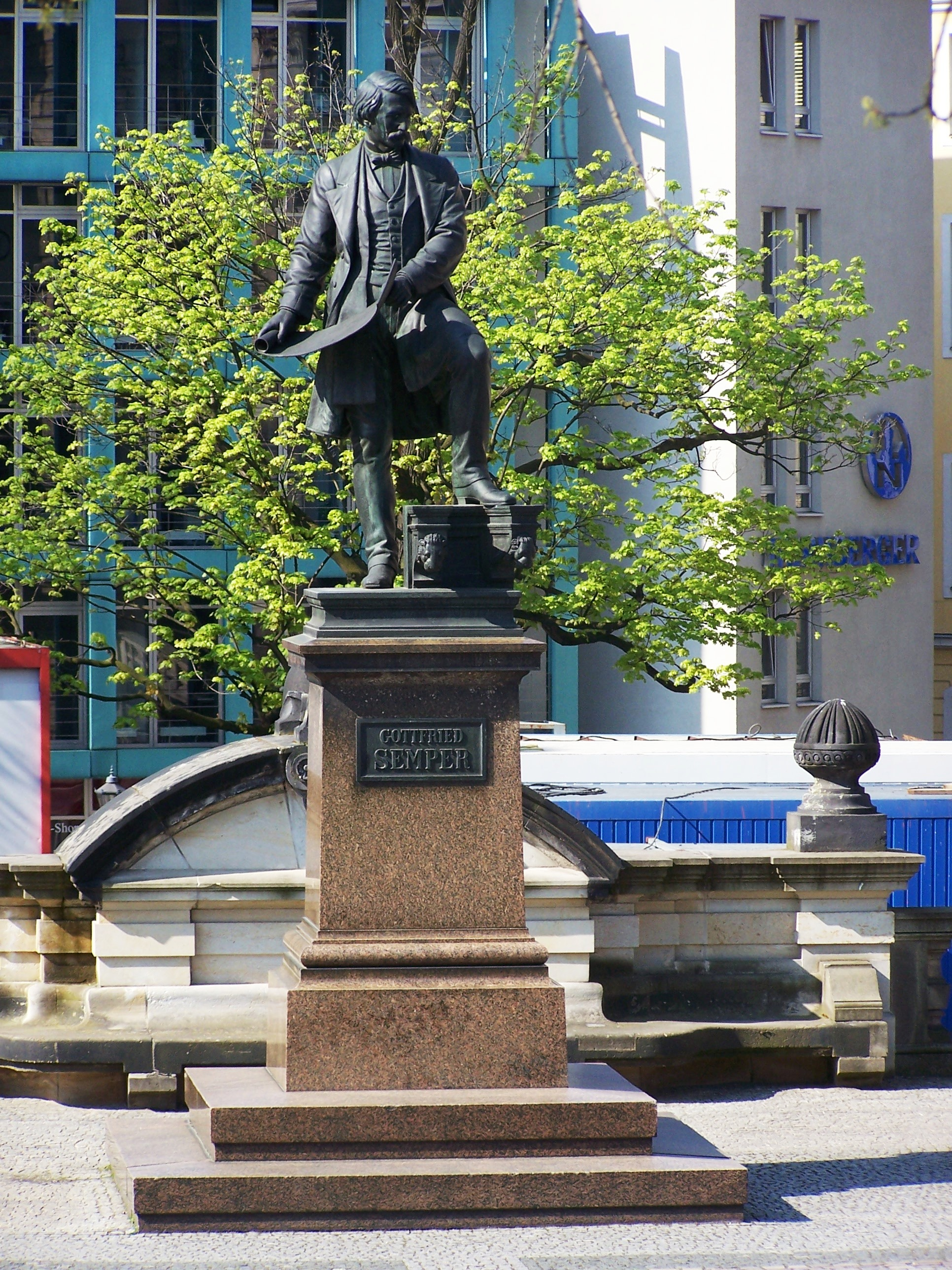
Denkmal für Gottfried Semper

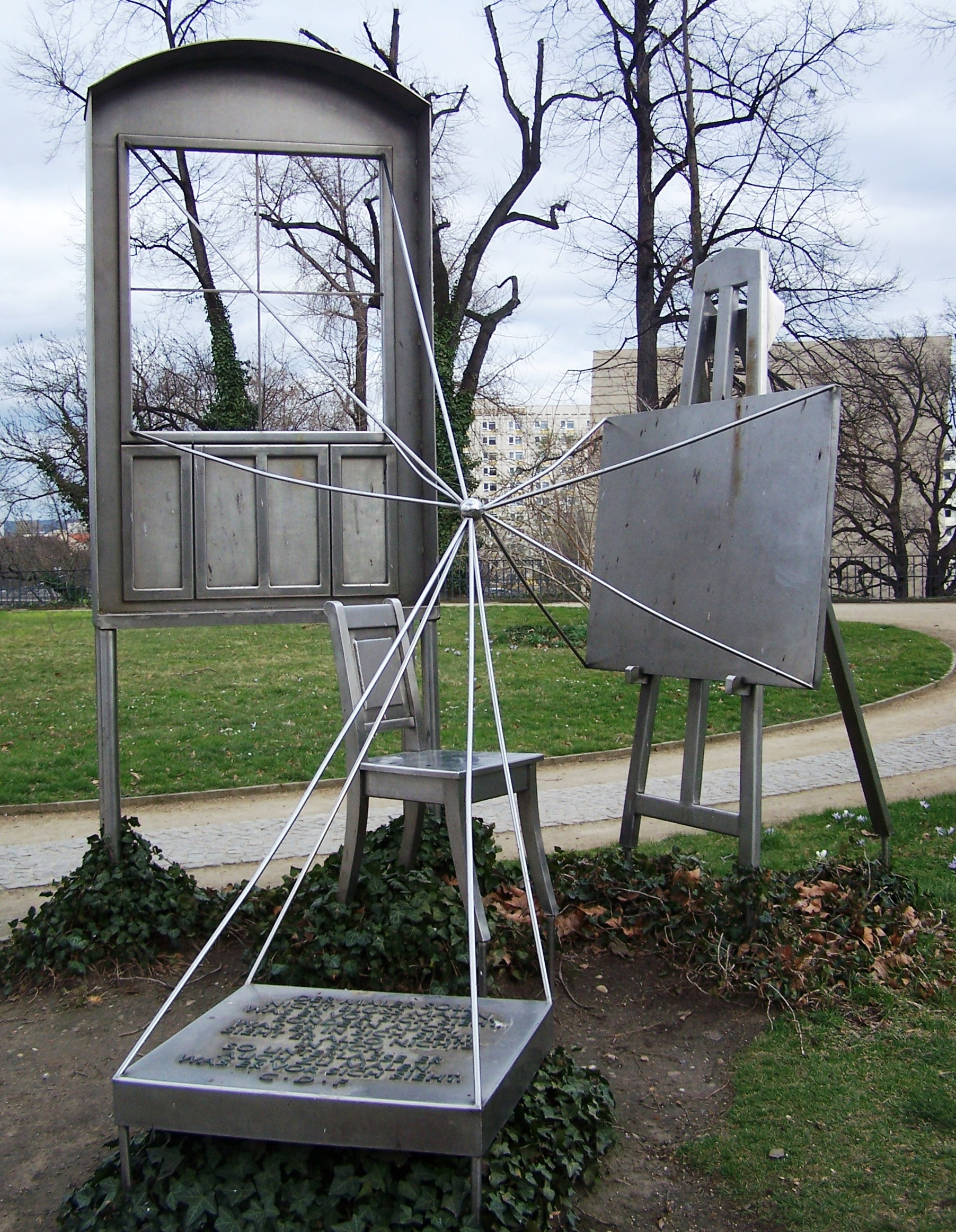
Denkmal für den Maler Caspar David Friedrich

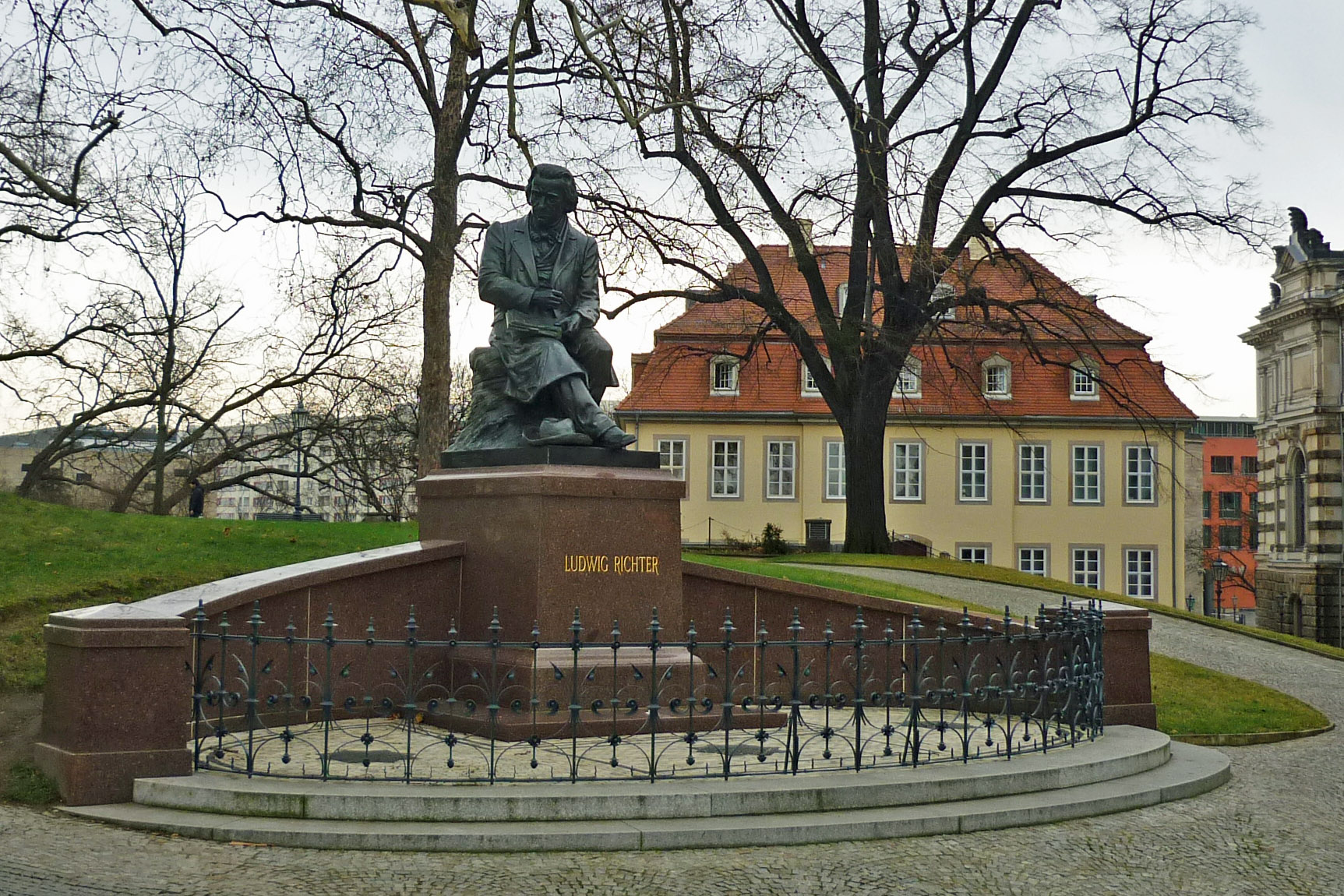
Ludwig-Richter-Denkmal

Die Brühlsche Terrasse ist mit zahlreichen plastischen Elementen geschmückt.
Gegenüber der Sekundogenitur befindet sich eine Büste für den Bildhauer Ernst Rietschel, die von Johannes Schilling geschaffen wurde. Enthüllt wurde dieses Bronzedenkmal am 15. Todestag Rietschels am 21. Februar 1876. Es stellt eine überlebensgroße Porträtbüste Rietschels dar sowie drei Reliefs, die Geschichte, Poesie und Religion darstellen. Am Fuße des Denkmals befinden sich drei Statuen, die das Zeichnen, Modellieren und Meißeln symbolisieren. Am Denkmal befindet sich eine Inschrift „Auf der Stätte seines Schaffens“, da Rietschel sein Atelier im vormals an dieser Stelle stehenden Brühlschen Gartenpavillon hatte.
Zwischen Albertinum und dem Lipsiusbau, am Aufgang vom Georg-Treu-Platz, steht das Gottfried-Semper-Denkmal, welches ebenfalls von Johannes Schilling entworfen wurde. Geschaffen wurde es 1891/1892, enthüllt am 1. September 1892. Die Figur ist aus Bronze und der Sockel aus Granit. Auch die am Aufgang der Freitreppe angebrachte Figurengruppe Vier Tageszeiten stammt von Johannes Schilling.
Zwischen Sekundogenitur und der Hochschule für Bildende Künste, gegenüber dem Aufgang von der Münzgasse, ist auf der Platzfläche ein Planetensystem eingelassen und aufgestellt, geschaffen 1988 von Vinzenz Wanitschke. Die Skulptur mit dem Titel Erde und Planeten besteht aus einer Bronzekugel (1,20 Meter Durchmesser) mit herauswachsenden Kristallen, die die sich ständig verändernde Welt darstellen. Im Boden sind in durch unterschiedlich farbige Plastersteinchen angeordneten konzentrischen Ringen Medaillons eingelassen, die die Namen der 1721 nach Planeten benannten Bastionen tragen.
Der ehemalige Brühlsche Garten beherbergt den Delphinbrunnen und zwei Sphinxe von Johann Gottfried Knöffler. Diese gehörten zum Zweiten Belvedere, das sich im Brühlschen Garten befand. Des Weiteren stehen im Brühlschen Garten jeweils ein Denkmal für Johann Friedrich Böttger und für Caspar David Friedrich. Das Böttgerdenkmal ist eine 1,90 Meter hohe Stele aus Sandstein mit einem Medaillon Böttgers aus Meißner Porzellan, geschaffen 1982 von Peter Makolies. 
Das Denkmal für den Maler Caspar David Friedrich entwarf Wolf-Eike Kuntsche 1988 bis 1990. Die drei Meter hohe Arbeit schuf der Kunstschmied Peter Bergmann in Edelstahl und Bronze für die Buchstaben. Das Denkmal ist dem Gemälde Georg Friedrich Kerstings von 1811, Caspar David Friedrich in seinem Atelier nachempfunden. Dargestellt sind die Strahlen von Friedrichs Genius, die Fensterkreuz, Staffelei und eine am Boden liegende Tafel mit einem Zitat Friedrichs verbinden. Das Zitat lautet: „Der Maler soll nicht bloß malen, was er vor sich sieht, sondern auch, was er in sich sieht. Sieht er also nichts in sich, so unterlasse er auch zu malen, was er vor sich sieht.“ Eingeweiht wurde es am 150. Todestag Friedrichs am 7. Mai 1990. 
Das Ludwig-Richter-Denkmal von Eugen Kircheisen (neu von Markus Gläser) wurde im September 2013 neben dem Albertinum neu aufgestellt.
An der Ecke der Jungfernbastei (Terrassenufer/Hasenberg) befindet sich das von Hans Walther geschaffene Moritzmonument.

## Sagen und Legenden
Am Bärenzwinger in der Nähe des Denkmals für Johann Friedrich Böttger ist im Geländer der Brühlschen Terrasse der Fingerabdruck von August dem Starken zu bewundern. Dieser Abdruck im Handlauf des Geländers soll einer Legende nach von August wegen seiner Kräfte hier hinterlassen worden sein. Das Geländer selbst wurde allerdings erst mit dem Umbau der Brühlschen Terrasse um 1900 angelegt, also weit nach dessen Tod.
Gemäß einer Sage soll zuweilen eine weiß gekleidete Frau aus dem Brühlschen Palast kommen, die sich an einer bestimmten Stelle über das Geländer ins Wasser stürzt. Hierbei soll es sich um die Geliebte des Grafen Brühl, die Opernsängerin Teresa Albuzzi-Todeschini handeln, die sich an jener Stelle das Leben nahm (was allerdings nicht der Realität entspricht) und seitdem keine Ruhe findet.